# Aster takasagomontanus
Aster takasagomontanus là một loài thực vật có hoa trong họ Cúc. Loài này được Sasaki mô tả khoa học đầu tiên năm 1931.